# Voir le jour
 (mars 2020).
Si vous disposez d'ouvrages ou d'articles de référence ou si vous connaissez des sites web de qualité traitant du thème abordé ici, merci de compléter l'article en donnant les références utiles à sa vérifiabilité et en les liant à la section « Notes et références ».
Pour plus de détails, voir Fiche technique et Distribution.
Voir le jour est une comédie dramatique française réalisée par Marion Laine sortie en 2020. Il s'agit de l'adaptation du roman Chambre 2 de Julie Bonnie, publié aux éditions Belfond en 2013.

## Fiche technique
- Réalisation : Marion Laine
- Scénario : Marion Laine, d'après le roman Chambre 2 de Julie Bonnie
- Décors : Frédérique et Frédéric Lapierre
- Costumes : Sophie Bégon-Fage
- Photographie : Brice Pancot
- Montage : Clémence Carré
- Son : Ludovic Escallier, Muriel Moreau et Olivier Guillaume
- Musique : Béatrice Thiriet
- Production : Marine Arrighi de Casanova
- Société de production : Apsara Films, avec la participation de Canal+ et OCS
- Société de distribution : Pyramide Distribution
- Pays :  France
- Genre : Comédie dramatique
- Durée : 91 minutes
- Date de sortie :	
  - France : 12 août 2020

## Distribution
- Sandrine Bonnaire : Jeanne
- Aure Atika : Sylvie
- Brigitte Roüan : Francesca
- Sarah Stern : Mélissa
- Kenza Fortas : Jennifer
- Lucie Fagedet : Zoé
- Nadège Beausson-Diagne : Marie-Claude
- Stéphane Debac : Docteur Mille
- Claire Dumas : Sophie
- Alice Botté : Abel
- Elsa Madeleine : Norma jeune

## Accueil

### Critique
Le site Allociné recense une moyenne des critiques presse de 3,1⁄5.
Pour Sophie Joubert du journal l'Humanité, «Dans un film subtil, Marion Laine rend hommage aux soignantes. ».
Selon Baptiste Thion de l'hebdomadaire Le Journal du dimanche, « Réaliste dans son approche, le film se pare pourtant d'une lumière chaleureuse vouée à souligner que si la pression quasi constante, une maternité est aussi un lieu plein d'humanité où la solidarité épuise les petites rancœurs. ».